# Bomarea graminifolia
Bomarea graminifolia es una especie de planta fanerógama perteneciente a la familia de las Alstroemeriáceas.  Es originaria de Ecuador.

## Descripción
Es un bejuco endémico de Ecuador, conocida sólo de la colección tipo, realizada por Luis Sodiro antes de 1908. La etiqueta de la muestra dice "Crescit en silvis suband Occidente Vulcan Atacazo..", lo que probablemente describe el bosque andino superior y la zona arbustiva del páramo en el Volcán Atacazo al sur de Quito. Pueden aparecer las especies dentro de la  Reserva Ecológica Los Ilinizas, pero ya que no se ha recogido en los últimos 100 años, puede que solo exista la especie tipo. Las principales amenazas son la conversión de la vegetación nativa de pastizales y plantaciones de pinos y eucaliptos. No hay ejemplares de esta especie que se encuentren en museos ecuatorianos. La destrucción del hábitat es la única conocida amenaza para la especie.

## Taxonomía
Bomarea graminifolia fue descrita por Luis Sodiro, y publicado en Anales de la Universidad Central del Ecuador 22(161): 179. 1908.
Etimología
Bomarea: nombre genérico que está dedicado al farmacéutico francés Jacques-Christophe Valmont de Bomare (1731-1807), que visitó diversos países de Europa y es autor de “Dictionnaire raisonné universel d’histoire naturelle” en 12 volúmenes (desde 1768).
graminifolia:  latíno que significa "con hojas de gramíneas".